# DENGEKI HIME
DENGEKI HIME，（原名）是MediaWorks發行的日本成人遊戲月刊雜誌，於1997年發行至2014年，2007年將書名從《電擊姬》更改為現名。

## 歷史、介紹
自1997年以来以《電擊姬》（電撃姫）的标题作为《電擊王》的增刊发行，但於2001年成為獨立的月刊。後來開始連載BL系遊戲情報專欄《電擊若》〔〕，及後更發展成同名增刊。
從創刊數年間是唯一封面不使用插畫，而使用女藝人封面的成人遊戲雜誌。於2003年末開始轉為插畫封面。在2005年1月號使用先月才起用的插畫家Tony的插圖，更令他擔當人物設定的遊戲《光明之淚》成為話題。
同時，它和姊妹誌《電擊G's雜誌》同様有讀者参加計劃實施。「Maid in Dream」於2002年被遊戲化。
2006年9月號，G's編集長高野希義兼任電擊姬的編集長，引起兩誌是否統一的謠言。
2007年4月號，雜誌內容大幅重新設計，名稱也變為现在的「DENGEKI HIME」（電擊姬日文的羅馬字）。
2014年12月27日發售2015年2月号後休刊，2018年3月26日官方宣布於同年4月2日關閉官方網站「.com」。
2021年3月推出特刊《電擊HIME Festival! 特別號》。

## 本誌連載的讀者参加計劃
- Maid in Dream（画：・文：山下卓）

Vol.7～2003年12月号
- （画：・文：）

2001年4月号～2005年5月号
- （画：・）

2004年6月号～2005年8月号
- （画：伊能津）

2004年10月号～連載中
- （企劃：・画：YUKIRIN）

2005年12月号～連載中
- （企劃：櫻森柚木・画：水瀨凜）

2005年12月号～連載中

## 外部連結
- 電撃姫.com（页面存档备份，存于）（日語）